# Melissa McBride
Melissa McBride   (Lexington, 23 de maig de 1965) Melissa Suzanne McBride, és una actriu nord-americana i antiga directora de càsting. El seu paper més destacat va ser el de Carol Peletier en la sèrie d'AMC The Walking Dead (2010-2022). Ha estat aclamada per la crítica i ha rebut múltiples premis i nominacions pel seu paper a la sèrie. Originalment, McBride tenia un paper secundari, però amb el temps es va convertir en un membre principal del repartiment i, a partir del 2020, és la segona membre del repartiment que apareix en els crèdits inicials de la sèrie, i una de les dues úniques personatges del repartiment que apareixen en totes les temporades (l'altre és Norman Reedus).

## Biografia
McBride va néixer a Lexington, Kentucky, filla de John Leslie McBride i Suzanne Lillian (de soltera Sagley). El seu pare tenia el seu propi negoci i la seva mare va estudiar a la històrica Pasadena Playhouse. Va tenir tres germans: John Michael, Neil Allen i Melanie Suzanne.

## Carrera
McBride va començar la seva carrera com a actriu el 1991, apareixent en diversos anuncis de televisió per a empreses com Rooms To Go; també va ser portaveu de Ford. Va debutar en la televisió en un episodi de 1993 de la sèrie de drama legal Matlock, de la cadena ABC, i posteriorment va actuar com a convidada en altres sèries dramàtiques de televisió, com the Heat of the Night; Gòtic americà; Perfilador ; Walker, Texas Ranger ; i Dawson's Creek. En aquesta última, va interpretar a Nina -una aficionada al cinema que enlluerna a Dawson després de la seva ruptura amb Jen- en l'episodi de la primera temporada "Road Trip" (1998), i el 2003 va tornar al final de la sèrie interpretant un personatge diferent.
En la dècada de 1990, McBride va tenir papers secundaris en diverses pel·lícules televisives, com Her Deadly Rival (1995) al costat d’Annie Potts i Harry Hamlin, Close to Danger (1997) amb Rob Estes, Any Place But Home (1997), i Pirates of Silicon Valley (1999). El 1996 va aparèixer a la minisèrie de CBS A Season in Purgatory, basada en la novel·la homònima del 1993 de Dominick Dunne. De 2000 a 2010, va treballar com a directora de càsting de pel·lícules i anuncis a Atlanta, Geòrgia, i va protagonitzar diversos curtmetratges. El 2007, el director Frank Darabont va triar a McBride per interpretar a la "dona amb els nens a casa" en la pel·lícula de terror de ciència-ficció The Mist, al costat de homas Jane, Laurie Holden i Marcia Gay Harden. McBride estava disposada a aconseguir un paper més important en la pel·lícula, però no va voler apartar molt del seu treball com a directora de càsting. L'any següent, va aparèixer en la pel·lícula de televisió de Lifetime Living Proof.

### The Walking Dead

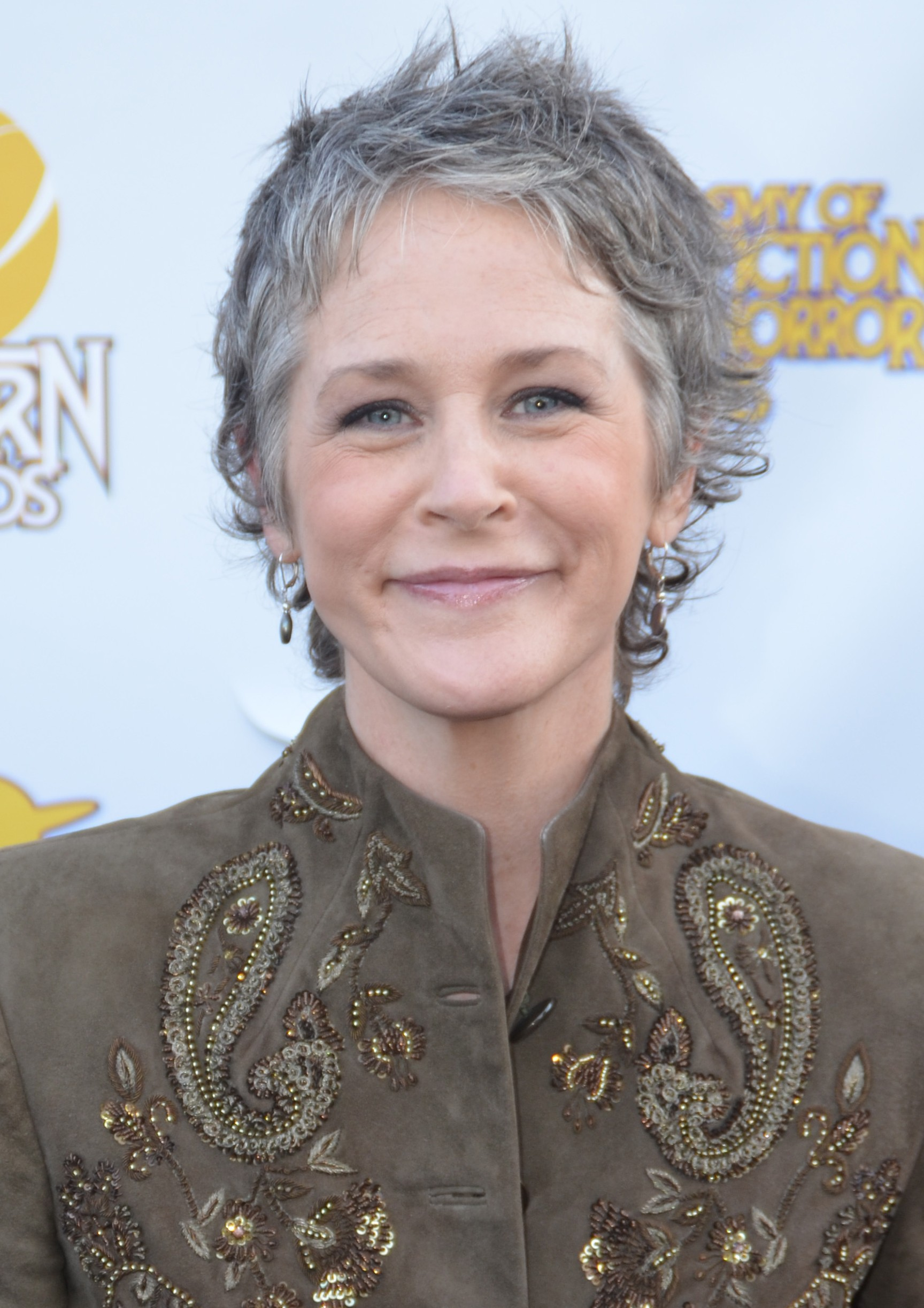
McBride als premis Saturn el 2014

La relació anterior de McBride amb Darabont va fer que aquest la triés per interpretar a Carol Peletier en la sèrie de televisió d'AMC The Walking Dead, el seu paper més important fins a la data. Peletier és una vídua cuarentona i mare preocupada de la preadolescent Sophia, que lluita per sobreviure en un món violent postapocalíptic poblat per zombis i pels pocs humans supervivents, alguns dels quals són malèvols i fins i tot més perillosos que els propis zombis. Va ser membre recurrent del repartiment en la primera temporada i va ser ascendida a sèrie regular en la segona. El nom de McBride va aparèixer en els crèdits inicials a partir del primer episodi de la quarta temporada. Se suposava que Carol anava a ser assassinada en l'episodi "Killer Within", però els productors van canviar de plans.
A mesura que avança la sèrie, el personatge de McBride passa de ser feble i dependent a convertir-se en una guerrera forta, astuta i lleial. La evolució del seu personatge contrasta entre els dos mitjans. En la sèrie de còmics, Carol és molt més jove i mostra un comportament neuròtic, egocèntric i ingenu. Al llarg de la seva estada en els còmics, es torna cada vegada més inestable fins al punt de ser autodestructiva. La sèrie de televisió difereix en aquests aspectes, ja que es mostra com una persona severa, pragmàtica i compassiva que ha anat adquirint força interior. Els productors de la sèrie, Scott M. GIMPLE i Robert Kirkman, van dir el 2014 que "Carol és un personatge únic; li faria un servei ben galdós a Melissa McBride si digués que ha evolucionat cap a la Carol dels còmics. La Carol de la sèrie de televisió és una creació totalment original que seguirem explorant en la sèrie amb gran efecte. Tots els membres de la sala de guionistes adoren el personatge i estem encantats amb el que Melissa ha aportat. Definitivament, s'ha convertit en un personatge a tenir en compte, i s'acosten coses realment emocionants per a ella".
McBride ha rebut l'aclamació de la crítica per la seva interpretació de Carol i va obtenir crítiques positives durant les temporades 3, 4 i 5. Molts crítics van lloar l'actuació de McBride en l'episodi de la quarta temporada centrat en el seu personatge, "The Grove". Altres van destacar les accions de Carol en l'estrena de la cinquena temporada, "No Sanctuary", que es va guanyar els elogis de la crítica i la recepció positiva dels fans. Tot i els elogis d'alguns crítics i la campanya dels fans, McBride no va rebre una nominació el Premi Emmy Primetime 2014 a la millor actriu secundària en una sèrie dramàtica. Tanmateix, va guanyar el 40è Premi Anual Saturn a la Millor Actriu de Repartiment a la Televisió, i va ser nominada al Premis de la Crítica Televisiva 2014 a la Millor Actriu de Repartiment en una Sèrie Dramàtica per la seva actuació en la quarta temporada. El març de 2015, McBride va ser nominada al premi Fangoria Chainsaw a la millor actriu protagonista d'una sèrie de televisió, pel seu paper de Carol. Va tornar a guanyar el Premi Saturn a la Millor Actriu de Repartiment en Televisió a la 41a edició dels Saturn Awards, per segon any consecutiu.
McBride reprendrà el seu paper de Carol en una sèrie derivada centrada en ella i en Daryl Dixon (interpretat per Norman Reedus), després de la conclusió de la 11a i última temporada de The Walking Dead. Angela Kang serà la presentadora de la sèrie, que s'estrenarà el 2023.

## Vida personal
A mitjan anys dels vuitanta, McBride es va traslladar a Atlanta, on encara viu.

## Filmografia

### Cinema
| Any  | Títol                                  | Paper                   | Notes            |
| ---- | -------------------------------------- | ----------------------- | ---------------- |
| 1995 | Espècies mutants                       | Mare de Tiffany         |                  |
| 2002 | Les vides perilloses dels nois d’altar | Mrs. Doyle              |                  |
| 2006 | Clavat!                                | Diversos personatges    | Pel·lícula curta |
| 2007 | The Promise                            | Stacey Johnson          | Pel·lícula curta |
| 2007 | The Mist                               | Dona amb nens a casa    |                  |
| 2007 | Creu perduda                           | Sheila                  | Pel·lícula curta |
| 2008 | Delgo                                  | Miss Sutley/Elder Pearo | Veu              |
| 2014 | La reconstrucció de William Zero       | Dra. Ashley Bronson     |                  |
| 2016 | Els Happys                             | Krista                  |                  |

### Televisió
| Curs         | Títol                         | Paper             | Notes                                    |
| ------------ | ----------------------------- | ----------------- | ---------------------------------------- |
| 1993         | Matlock                       | Darlene Kellogg   | Episodi: "Matlock's Bad, Bad, Bad Dream" |
| 1994         | A la calor de la nit          | WPMM Reporter     | 2 episodis                               |
| 1995         | Gòtic americà                 | Holly Gallagher   | Episodi: "Mort al món"                   |
| 1995         | El seu rival mortal           | Ellie             | Pel·lícula de televisió                  |
| 1996         | Perfilador                    | Walker Young      | Episodi: "Insight"                       |
| 1996         | A Season in Purgatory         | Mary Pat Bradley  | Pel·lícula de televisió                  |
| 1997         | Walker, Texas Ranger          | Dra. Rachel Woods | 2 episodis                               |
| 1997         | A prop de Danger              | Natalie           | Pel·lícula de televisió                  |
| 1997         | Qualsevol lloc menys casa     | Brett             | Pel·lícula de televisió                  |
| 1998         | Dawson's Creek                | Nina              | Episodi: "viatge per carretera"          |
| 1999         | Nathan Dixon                  | Janine Keach      | Pilot                                    |
| 1999         | Pirates de Silicon Valley     | Elizabeth Holmes  | Pel·lícula de televisió                  |
| 2003         | Dawson's Creek                | Melanie           | Episodi: "Totes les coses bones. . . "   |
| 2008         | Prova vivent                  | Sally             | Pel·lícula de televisió                  |
| 2010–2022    | The Walking Dead              | Carol Peletier    | 125 episodis                             |
| 2018         | Fear the Walking Dead         | Carol Peletier    | episodi: 4x01                            |
| 2023–present | The Walking Dead: Daryl Dixon | Carol Peletier    | 8 episodis                               |

### Directora de càsting
- El darrer Adam (2006)
- La promesa (2007)
- Minuts d’Or (2009)
- This Side Up (2009)
- La festa (2010)
- Moment trencat (2010)

## Premis i nominacions
| Any  | Premi                            | Categoria                                         | Treball           | Resultat   | Ref           |
| ---- | -------------------------------- | ------------------------------------------------- | ----------------- | ---------- | ------------- |
| 2012 | Premis Satèl·lit                 | Millor repartiment - sèrie de televisió           | Els morts vivents | Guanyadora | [ 31 ]        |
| 2013 | Premis Eyegore                   | Premi al millor repartiment del conjunt           | Els morts vivents | Guanyadora | [ 32 ]        |
| 2013 | Premis Shorty                    | El millor de les xarxes socials                   | Ella mateixa      | Nominada   | [ 33 ]        |
| 2014 | Premi de televisió de la crítica | Premi amor en línia                               | Ella mateixa      | Guanyadora | [ 34 ]        |
| 2014 | Premi de televisió de la crítica | Millor actriu secundària en un drama              | Els morts vivents | Nominada   | [ 35 ]        |
| 2014 | Premi Saturn                     | Millor actriu secundària de televisió             | Els morts vivents | Guanyadora | [ 36 ]        |
| 2014 | Premi Gold Derby TV              | Millor actriu secundària en un drama              | Els morts vivents | Nominada   | [ 37 ] [ 38 ] |
| 2014 | Premis EWwy                      | Millor actriu secundària en un drama              | Els morts vivents | Nominada   | [ 39 ]        |
| 2014 | Premis IGN                       | Millor heroi televisiu                            | Els morts vivents | Nominada   | [ 40 ]        |
| 2015 | Premi Saturn                     | Millor actriu secundària de televisió             | Els morts vivents | Guanyadora | [ 29 ]        |
| 2015 | Premis Fangoria Chainsaw         | Millor actriu secundària de televisió             | Els morts vivents | Nominada   | [ 41 ]        |
| 2015 | Premis ComicBook TV              | Millor actriu d'una sèrie de televisió #ComicBook | Els morts vivents | Guanyadora | [ 42 ]        |
| 2015 | Premis Tell-Tale TV              | Intèrpret femenina preferida en un drama          | Els morts vivents | Nominada   | [ 43 ]        |
| 2015 | Premis EWwy                      | Millor actriu secundària en un drama              | Els morts vivents | Guanyadora | [ 44 ] [ 45 ] |
| 2015 | Premis CarterMatt                | Millor actriu de televisió                        | Els morts vivents | Guanyadora | [ 46 ]        |
| 2016 | Premis Saturn                    | Millor actriu secundària de televisió             | Els morts vivents | Nominada   | [ 47 ]        |
| 2016 | Premis Poppy                     | Millor actriu secundària en un drama              | Els morts vivents | Nominada   | [ 48 ] [ 49 ] |
| 2017 | Premis Saturn                    | Millor actriu secundària d’una sèrie de televisió | Els morts vivents | Nominada   | [ 50 ]        |
| 2018 | Premis Saturn                    | Millor actriu secundària d’una sèrie de televisió | Els morts vivents | Nominada   | [ 51 ]        |
| 2019 | Premis Saturn                    | Millor actriu secundària d’una sèrie de televisió | Els morts vivents | Nominada   | [ 51 ]        |